# L'Assumpta de les Borges Blanques
L'Assumpta de les Borges Blanques és una obra de les Borges Blanques (Garrigues) inclosa a l'Inventari del Patrimoni Arquitectònic de Catalunya.

## Descripció
Església de planta basilical de tres naus, la central és força amplia i coberta amb volta de canó. Als laterals hi ha capelles fins a l'alçada del transsepte. Els elements suportants són pilastres amb capitells decorats amb motllures. El paviment és de lloses de pedra i afegits de rajola vermella. L'altar major està decorat amb tres grans taules dedicades al naixement, la Immaculada i el crucificat.
De l'exterior en destaca l'àmplia façana barroca, acabada amb un frontó i rematada per escultures de pedra, la major part mutilades. L'accés és per aquest mateix punt, per una escala de doble tram. És una portada de gran magnitud, flanquejada per dues grans pilastres amb dues fornícules apetxinades on hi deurien haver imatges, avui perdudes. Tot plegat sosté un fals entaulament damunt del que hi veiem una reproducció reduïda del portal principal, remat final de la decoració arquitectònica.
Damunt la portada hi veiem l'escut de la població i la data de 1727, possiblement any de la finalització de les obres. El campanar actual s'acabà el 1899. És de base quadrada amb tres pisos superiors de perímetre octogonal decreixent. En la seva edificació també s'aprofitaren materials de l'antic castell. L'alçada fins a la bola és de 50m. i compta amb ou campanes, la més petita de totes és l'única antiga. Podem destacar també les pintures fetes per l'artista local, Carme Benet.

### Orgue
Cal fer menció també a l'orgue del cor. L'element més important d'aquest instrument de vent són els tubs, col·locats al salmer en fileres. Cadascuna constitueix un registres diferent i estan disposats segons l'alçada. Tots els jocs estan tancats dintre de la caixa de l'orgue, que té una façana decorativa amb unes finestres d'expressió. Tècnicament es compon d'un sol teclat acoblat al teclat manual i amb un registre propi de 16 peus de llargada. La transmissió és mecànica, excepte als baixos que són de transmissió pneumàtica. El salmer o secret cromàtic està en sentit invers al teclat.

## Història
L'església s'edifica sobre d'una anterior gòtica, dedicada a St. Joan, a les darreries del segle xviii. S'aprofitaren pedres del castell avui desaparegut per aquesta obra, així com per la nova rectoria i algunes cases veïnes.
No es coneix cap referència d'aquesta parròquia fins a la dècima papal del bisbat de Lleida des del 1279. El 1342 Pere de Sanaüja, senyor de les Borges Blanques, hi creà una sèrie de fundacions. Segons una visita pastoral feta el 1361, l'església de les Borges, dedicada aleshores a Sant Pere, era sufragània de la de Castelldans. No és fins més endavant quan apareix vinculada a Sant Joan de la plaça de Lleida. L'edifici actual és un temple neoclàssic bastit al segle xviii amb les pedres de l'antic temple i del castell.
Al voltant de 1880 es conclou l'Altar del Sagrat Cor de Jesús. Temps després una fidel costeja l'altar de Sant Antoni de Pàdua, adossat a la paret de l'escala del cor.
El 24 de juliol de 1936, segons les notícies que es coneixen, una atea pren l'església, cremant-la quasi en la seva totalitat. Es reconstrueix després de la guerra civil, reobrint-la als fidels el 1946.